# 광교홍재도서관
광교홍재도서관은 경기도 수원시 영통구 이의동에 있는 도서관이다.

## 연혁
- 2013. 03. 28 도서관 착공
- 2014. 10. 27 도서관 준공
- 2014. 12. 23 도서관 개관

## 시설현황
- 지상 5층: 디자인자료실, 열람실, 휴게실
- 지상 4층: 제2자료실, 수서정리실
- 지상 3층: 제1자료실, 홍재관
- 지상 2층: 강당, 세미나실, 강의실, 사무실, 회의실
- 지상 1층: 어린이자료실, 공감
- 지하 1층: 주차장, 서고
- 지하 2층: 주차장

## 이용 안내
이용 시간
- 어린이자료실: 화~금 09:00~18:00 / 토·일 09:00~17:00
- 제1자료실: 화~금 09:00~22:00 / 토·일 09:00~17:00
- 제2자료실: 화~금 09:00~22:00 / 토·일 09:00~17:00
- 디자인자료실: 화~금 09:00~18:00 / 토·일 09:00~17:00
- 열람실 : 07:00~23:00

휴관일
- 2,4주 월, 국가지정공휴일